# چلسی سورپریز
چلسی سورپریز (انگلیسی: Chelsea Surpris؛ زادهٔ ۲۰ دسامبر ۱۹۹۶) بازیکن فوتبال اهل هائیتی است.
از باشگاه‌هایی که در آن بازی کرده‌است می‌توان به اف‌سی دالاس اشاره کرد.
وی همچنین در تیم‌های ملی فوتبال United States women's national under-20 soccer team و Haiti women's national football team بازی کرده‌است.